# Tremoctopus violaceus
El polp manta comú o polp manta violeta (Tremoctopus violaceus) és una espècie de mol·lusc cefalòpode de la família Tremoctopodidae que es troba a tot el món, a la zona epipelagica dels mars càlids. El grau de dimorfisme sexual en aquesta espècie és molt elevat, amb les femelles que creixen fins als dos metres de longitud, mentre que els mascles (el primer exemplar viu dels quals es va veure a la Gran Barrera de Corall el 2002) només creixen fins a uns 2,4 cm. Els pesos individuals dels mascles i les femelles difereixen en un factor de 10.000.
S'ha informat que els mascles i les femelles menors de 7 cm porten amb ells tentacles de la carabel·la portuguesa (Physalia physalis), el verí dels quals són immunes. S'especula que aquests tentacles serveixen tant com a mecanisme defensiu com possiblement com a mètode per capturar preses. Aquest mecanisme deixa de ser útil a mides més grans, i és possible que degut això els mascles d'aquesta espècie siguin tan petits.
La membrana entre els braços de la polp femella adulta també serveix de mesura defensiva, fent que l'animal sembli més gran i es pugui separar fàcilment si és mossegat per un depredador.

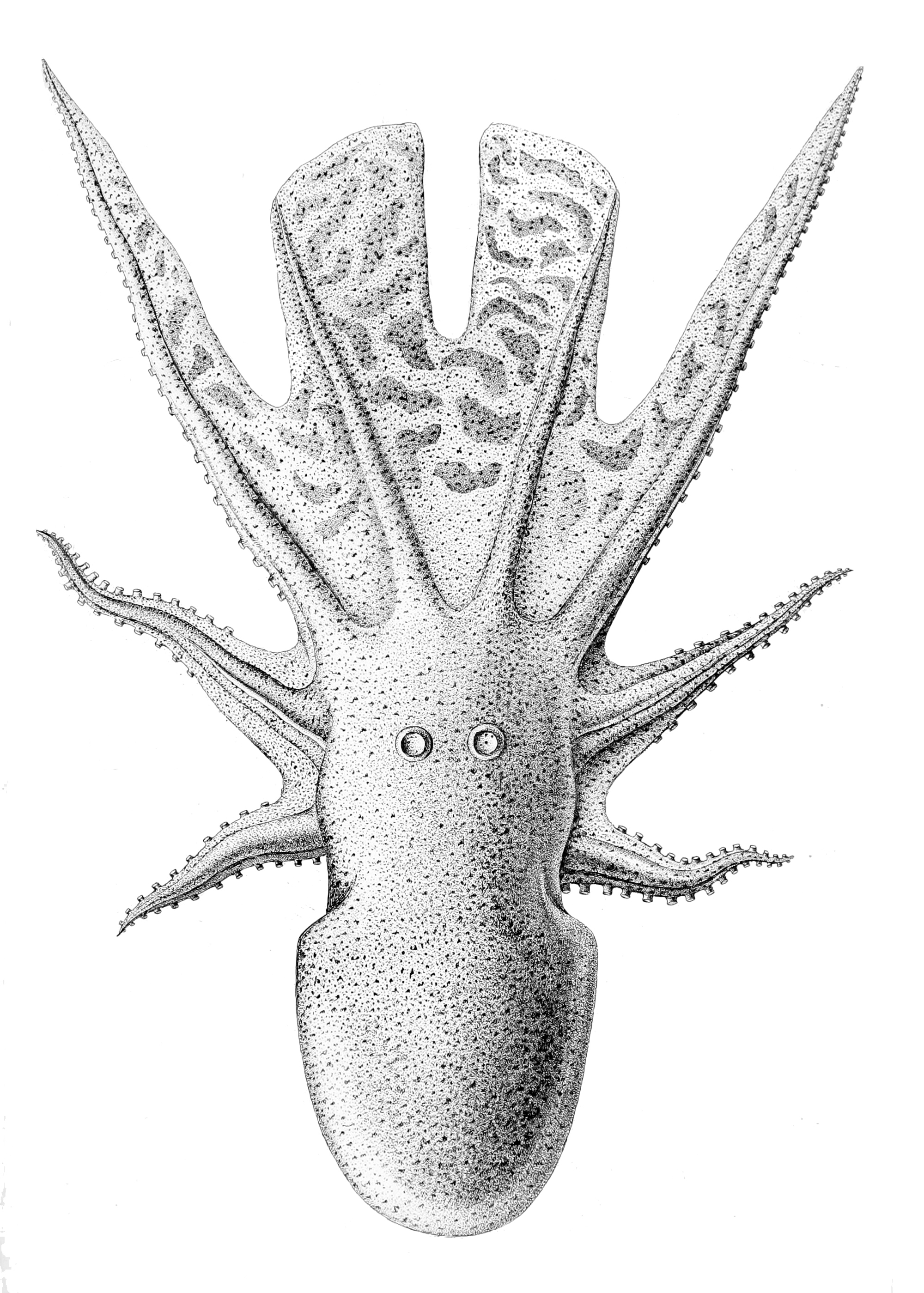
Vista dorsal d'una femella
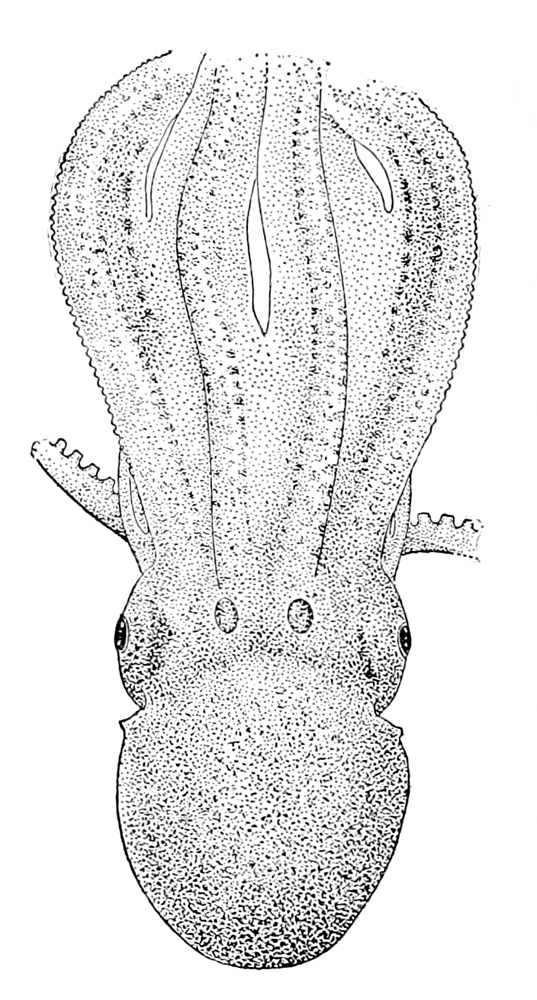
Vista dorsal d'una femella adulta
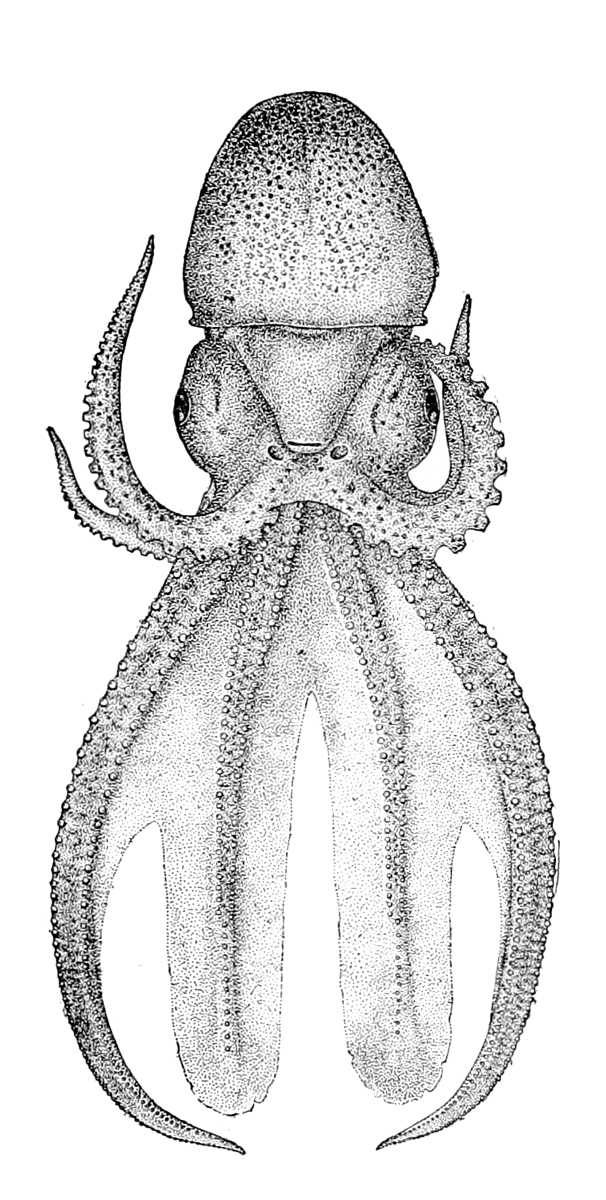
Vista ventral d'una femella adulta
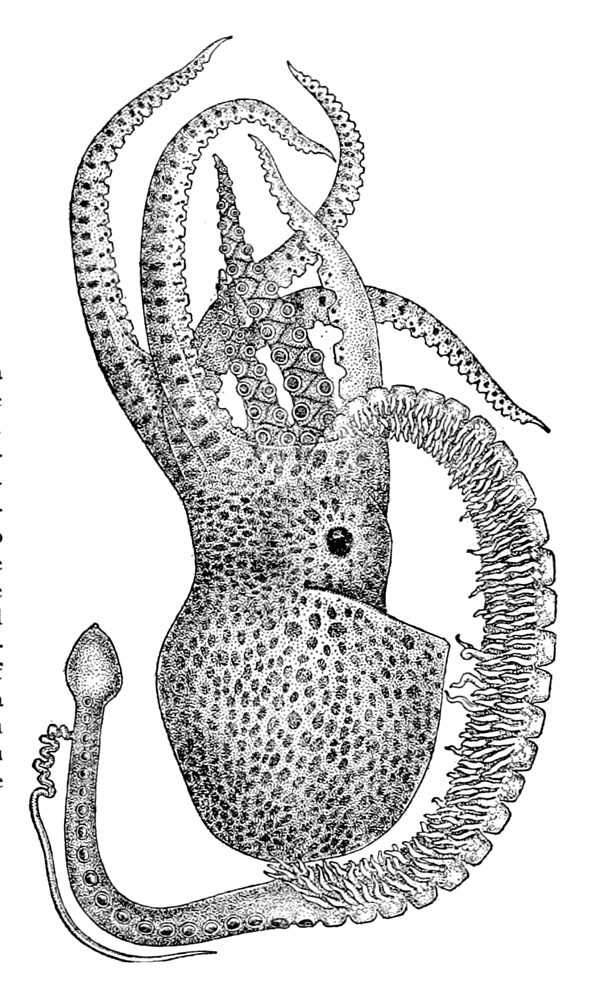
Vista lateral d'un adult mascle amb hectocotylus